# Očinići
Očinići (cyr. Очинићи) – wieś w Czarnogórze, w gminie Cetynia. W 2011 roku liczyła 51 mieszkańców.